# Vương Siêu
Vương Siêu (chữ Hán: 王超, 951 – 1012 ), người Triệu Châu , tướng lãnh nhà Bắc Tống.

## Sự nghiệp
Siêu mình cao hơn 7 thước, vào lúc Triệu Quang Nghĩa làm Doãn kinh, triệu ông ở dưới quyền. Đến khi Quang Nghĩa nối ngôi, là Tống Thái Tông, lấy Siêu thuộc Ngự long trực. Năm Thuần Hóa thứ 2 (991), Siêu dần được thăng đến Hà Tây quân Tiết độ sứ, Điện tiền Đô ngu hầu.
Tống Chân Tông nối ngôi, Siêu nhờ công ủng hộ, được gia quan Kiểm hiệu thái phó, lĩnh Thiên Bình quân Tiết độ sứ. Mùa thu năm Hàm Bình thứ 2 (999), triều đình đại duyệt 20 vạn Cấm binh, Siêu cầm cờ Ngũ phương điều tiết tiến – lui, Chân Tông ở sau màn trông thấy, gọi đến khen ngợi. Siêu theo xá giá đến Đại Danh, cùng Đô ngu hầu Trương Tiến đều làm tiên phong. Đô đại điểm kiểm Phó Tiềm bị kết tội sợ địch, hoàng đế lấy Siêu làm Thị vệ mã bộ quân Đô ngu hầu, Trấn Châu hành doanh Đô bộ thự, còn làm Soái Trấn, Định, Cao Dương quan 3 lộ. Quân Liêu xâm phạm, Siêu giao chiến với địch ở phía tây thành, giành được chừng 2 vạn quắc, chém bì vương, kỵ tướng 15 người, được nhận chiếu viết tay khen ngợi.
Lý Kế Thiên chiếm Thanh Viễn quân, triều đình lấy Siêu nắm quân đội của Tây diện hành doanh để ngăn ngừa, dời làm Soái Vĩnh Hưng quân. Tể tướng nói tài Siêu kham nổi vị trí tướng soái, bèn lấy ông làm Soái Định Châu lộ hành doanh, Vương Kế Trung làm phó. Ít lâu sau triều đình gia Siêu quan Trấn, Định, Cao Dương quan 3 lộ Đô bộ thự, bí mật sai Trung sứ ban cho cung tên ngự dụng, cho phép tùy nghi làm việc. Sau đó Siêu lại được gia Khai phủ Nghi đồng tam tư, Kiểm hiệu thái úy. Năm Hàm Bình thứ 6 (1003), đại quân Liêu tiến đánh, Siêu triệu Tang Tán ở Trấn Châu, Chu Oánh ở Cao Dương quan soái binh hội họp ở Định Châu, Oánh lấy cớ trái chiếu chỉ nên không đến. Quân Liêu vây Vọng Đô, Siêu, Tán soái binh đến, bày trận cách huyện 6 dặm về phía nam. Vương Kế Trung ở vị trí lệch về phía đông trận hình của bọn Siêu, bị quân Liêu từ phía sau chẹn mất đường vận lương, người ngựa đói kém. Trong lúc Kế Trung ở phía trước vừa đánh vừa chạy, Siêu, Tán lại lui quân, khiến toàn quân của Kế Trung bị tiêu diệt (người Tống cứ ngỡ Kế Trung đã chết trận, cho đến khi ông ta dâng thư của Liêu thái hậu lên Chân Tông ở minh ước Thiền Uyên). Hoàng đế lập tức sai Lưu Thừa Khuê, Lý Doãn gấp đến, tra xét nguyên nhân thua trận, bọn Siêu nói Trấn Châu phó bộ thự Lý Phúc, Củng Thánh quân Đô chỉ huy sứ Vương Thăng đang đánh bỏ chạy, khiến Phúc chịu tước tịch, đày Phong Châu, Thăng chịu phạt đòn, phối làm lính ở Quỳnh Châu.
Năm Cảnh Đức đầu tiên (1004), Chân Tông đích thân đến Thiền Uyên, triệu Siêu đến hành tại, cho phép trì hoãn hành quân, trong khi quân Liêu đang tiến vào. Đến khi minh ước Thiền Uyên ký kết, triều đình cắt bớt binh quyền của Siêu, giáng chỉ bãi Siêu quan Soái của 3 lộ, cho làm quan Sùng Tín quân Tiết độ sứ, dời sai khiển Tri Hà Dương; rồi dời làm Trấn Kiến Hùng, Tri Thanh Châu.
Siêu mất khi đang ở chức, được tặng Thị trung, tái tặng Thượng thư lệnh, truy phong Lỗ quốc công, thụy Vũ Khang.
Con là Vương Đức Dụng, từng vài lần bất tuân ý chỉ của Lưu thái hậu, nên được Tống Nhân Tông trọng dụng, phong tước Lỗ quốc công; cố sự được phụ vào liệt truyện của Siêu.

## Đánh giá
Siêu giỏi cắt đặt, đối với bộ hạ có ơn. Siêu cùng Cao Quỳnh nắm cấm binh; Quỳnh đang trong kỳ nghỉ, ghé qua doanh lũy, quân hiệu không kịp đón rước, Quỳnh lập tức phạt đòn; Siêu nếu đến không vì việc công, thì chẳng kết tội, nên được người đời khen là khoan dung. Tuy nhiên Siêu ra trận ít mưu, chiến đấu vụng về.
Sử cũ xếp Siêu vào nhóm tướng lĩnh kém tài, nhờ gần gũi với hoàng đế mà được vinh sủng. Bộ sách Trung Quốc lịch đại chiến tranh sử (中国历代战争史) đánh giá: "Vào lúc Chân Tông thống lĩnh đại quân ở Định Châu, trước có Phó Tiềm, sau có Vương Siêu, đều vì ngu hèn mà lỡ việc nước." 